# Saint Maurice, Louisiana
Saint Maurice är en ort i Winn Parish i delstaten Louisiana, USA.